# 福島峰
78°33′31″S 85°34′16″W / 78.55861°S 85.57111°W

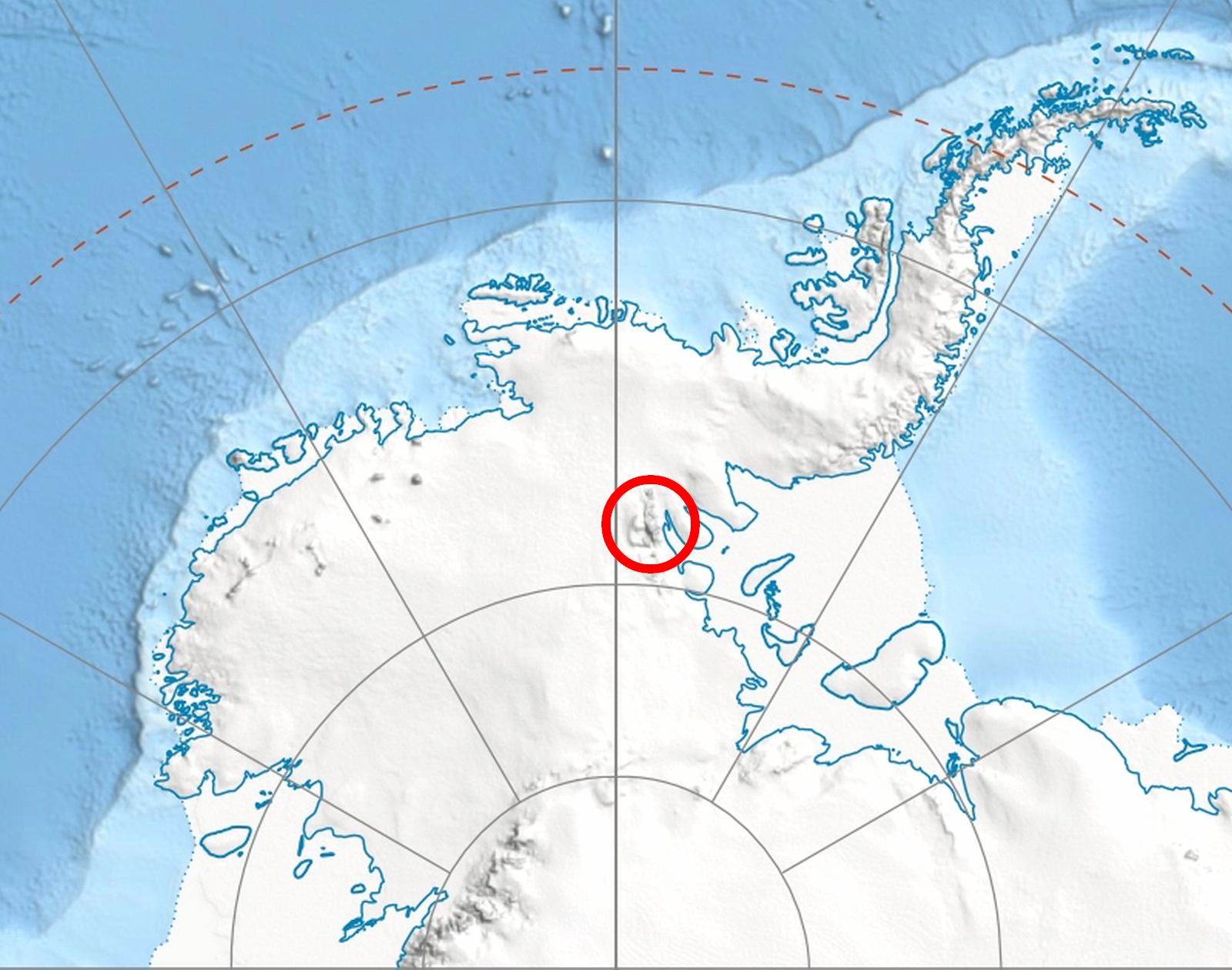

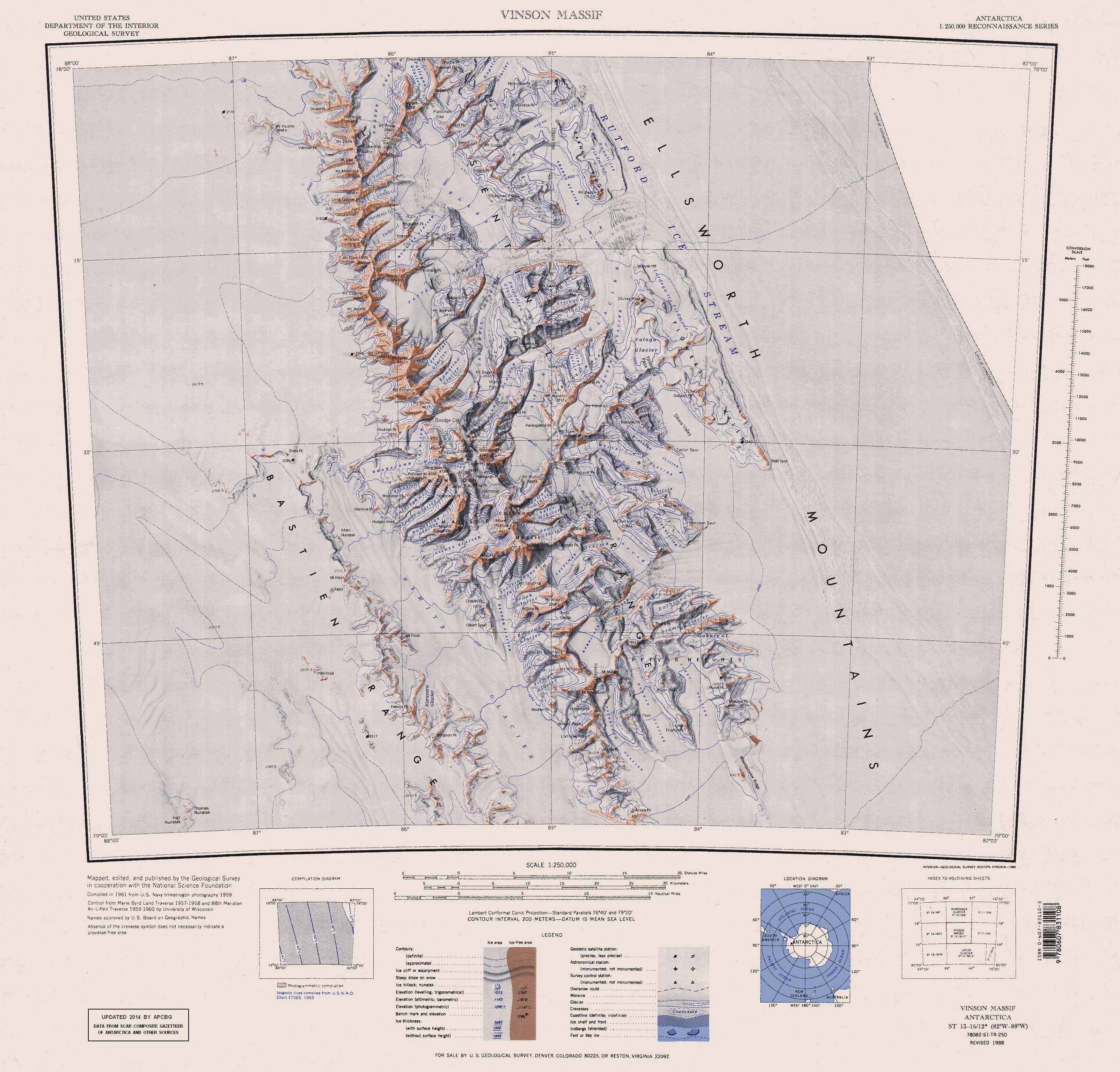

福島峰是南極洲的山峰，位於埃爾斯沃思地，屬於埃爾斯沃思山脈中森蒂納爾嶺的一部分，處於溫森高原南側，海拔高度4,634米，以美國探險隊的成員命名。

## 外部連結
- SCAR Composite Gazetteer of Antarctica（页面存档备份，存于）.